# Aldeia do Bispo (Penamacor)
Aldeia do Bispo ist eine ehemalige Gemeinde (Freguesia) im portugiesischen Kreis Penamacor. In ihr leben 676 Einwohner (Stand 30. Juni 2011).
Im Zuge der administrativen Neuordnung zum 29. September 2013 wurde Aldeia do Bispo mit den Gemeinden Aldeia de João Pires und Águas zur neuen Gemeinde União de Freguesias  de Aldeia do Bispo, Águas e Aldeia de João Pires zusammengefasst. Hauptsitz der neuen Gemeinde ist Aldeia do Bispo.